# Савеленко Павло Сергійович
Павло Сергійович Савеленко (нар. 14 липня 1993, Запоріжжя, Україна) — український футболіст, півзахисник.

## Клубна кар'єра
Народився в Запоріжжі, вихованець місцевої ДЮСШ «Металург». У 2009 році підписав контракт з першою командою запорізького «Металурга», але в її складі не провів жодного офіційного поєдинку. Натомість виступав за «Металург-2» (Запоріжжя), в складі якого дебютував на професіональному рівні 6 жовтня 2009 року в програному (0:2) виїзному поєдинку 6-о туру групи Б Другої ліги проти свердловського «Шахтаря». Павло вийшов на поле в стартовому складі, а на 46-й хвилині його звмінив Дмитро Ульянов. У футболці «Металурга-2» провів 20 поєдинків.
На початку грудня 2015 року, в зв'язку з ліквідацією «Металурга», залишив розташування клубу. Наприкінці лютого 2016 року підсилив краматорський «Авангард». Дебютував у складі краматорського клубу 26 березня 2016 року в нічийному (1:1) виїзному поєдинку 19-о туру Першої ліги проти київського «Оболонь-Бровар». Савеленко вийшов у стартовому складі та відіграв увесь матч. У футболці краматорського колективу зіграв 11 матчів у Першій лізі. На початку червня 2016 року «Авангард» розірвав контракт з Павлом.
У 2017 році захищав кольори аматорського клубу «Райагропостач» (Пришиб).

## Кар'єра в збірній
У січні 2014 року Сергій Ковалець викликав Савеленка та ще 22-х гравців для виступів у молодіжній збірній Україні на Кубку Співдружності. На цьому турнірі Пало зіграв 1 матч.